# ایکما
ایکما (به لاتین: Aikma) یک منطقهٔ مسکونی در میانمار است که در ناحیه زاگاین واقع شده‌است.